# Adi Bitar
 (mai 2025).
Si vous disposez d'ouvrages ou d'articles de référence ou si vous connaissez des sites web de qualité traitant du thème abordé ici, merci de compléter l'article en donnant les références utiles à sa vérifiabilité et en les liant à la section « Notes et références ».
En pratique : Quelles sources sont attendues ? Comment ajouter mes sources ?
Adi Al Bitar (en arabe : عدي البيطار), né le 7 décembre 1924 à Jérusalem (Palestine mandataire) et mort le 4 mars 1973 à Dubaï (Émirats arabes unis), est un juriste palestino-jordanien ayant exercé les fonctions de magistrat, de conseiller juridique et d’avocat à travers le Moyen-Orient. Il est principalement connu pour avoir rédigé la Constitution des Émirats arabes unis.

## Biographie
Adi Al Bitar nait à Jérusalem le 7 décembre 1924. En raison des fréquents déplacements de son père, le cheikh Nasib Al Bitar, à travers la Palestine mandataire, il est placé en internat au sein de l’établissement Terra Sancta, situé à Jérusalem. Il y achève sa scolarité et obtint son diplôme avec mention. 

### Attentat à la bombe contre l'hôtel King David
Afin de subvenir à ses frais d’études, Adi Bitar occupe un emploi de commis auprès du secrétariat du secrétaire en chef, à Jérusalem. À cette époque, l’administration mandataire britannique a établi son quartier général à l’hôtel King David, situé dans une zone considérée comme sécurisée, dont l’accès est subordonné à la délivrance d’un laissez-passer. Le 22 juillet 1946, l’établissement est la cible d’un attentat à l’explosif perpétré par l’Irgoun, organisation sioniste armée. Adi Bitar se trouve alors à l’intérieur du bâtiment au moment de la déflagration. Il ne doit son salut qu’à l’insistance de son frère aîné, Bahij, employé lui aussi sur les lieux, qui affirme avec constance qu’Adi a été enseveli sous les gravats. Il fallut environ deux heures aux équipes de secours pour le dégager des décombres. Il est retrouvé vivant, bien que grièvement blessé : les deux bras fracturés, deux côtes brisées, et présentant de nombreuses contusions au visage et sur l’ensemble du corps. Sa convalescence s’étend sur plusieurs semaines.

### Jérusalem
Il est par la suite admis aux cours de droit établis à Jérusalem. Ces institutions, mises en place sous le mandat britannique, ont pour vocation de former une génération de praticiens du droit aptes à appréhender les nouvelles normes juridiques introduites dans la région, lesquelles se substituent progressivement à l’ancien corpus législatif ottoman. Il achève son cursus le 26 avril 1948 et est inscrit au barreau le 16 juin 1949. 
Il intègre le parquet du procureur de district à Jérusalem jusqu’à ce qu’il se démette de ses fonctions le 18 août 1956, pour occuper un emploi de magistrat au Soudan. Durant son exercice au sein de cette juridiction, il est appelé à siéger lors des audiences préliminaires relatives à l’assassinat du roi Abdallah Ier de Jordanie, perpétré le 20 juillet 1951 en la ville sainte de Jérusalem. 

### Soudan

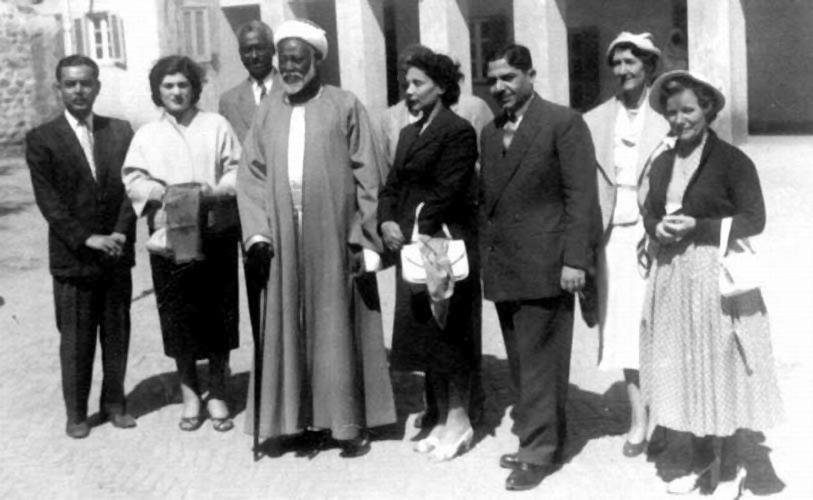
Le juge Adi Bitar avec son épouse et le juge Daoud Abu Ghazaleh et son épouse et d'autres au Soudan avec le cheikh Abdulrahman Mohamed Al Mahdi, un chef religieux et politique soudanais.

En 1956, il est désigné comme magistrat du district du Nil Bleu au Soudan, plus précisément à Wad Medani, occupant d’abord une charge adjointive avant d’être pourvu d’une nomination pleine et entière l’année suivante. À la fin de l’année 1959, il regagne Jérusalem, où il fonde son propre office d’avocat.

### Droit à Dubaï

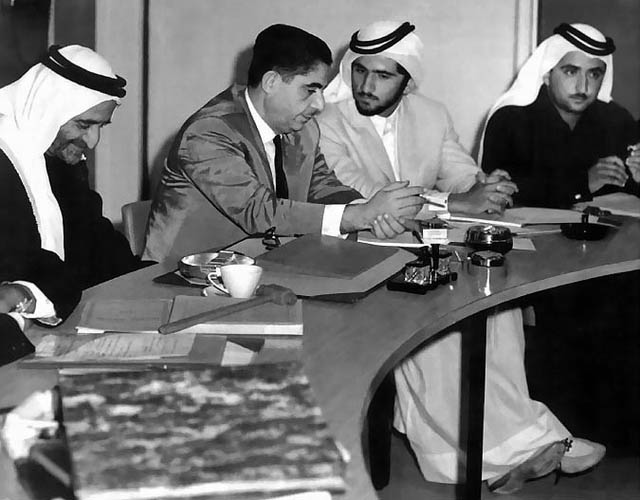
Adi Bitar avec les dirigeants d'Al Maktoum de Dubaï lors d'une réunion en tant que conseiller juridique du gouvernement de Dubaï

En 1964, il est appelé à exercer les fonctions de conseiller juridique auprès du gouvernement de Dubaï. À ce titre, il prend part à l’élaboration des premières dispositions de droit civil ainsi qu’à l’établissement des juridictions civiles de l’émirat, au sein desquelles il est ultérieurement institué juge en chef. Il joue également un rôle dans la fondation de la Chambre de commerce et d’industrie de Dubaï, ainsi que dans divers autres ouvrages institutionnels de la période.

### États de la Trêve
Bitar est nommé, en 1967, secrétaire général du Conseil des États de la Trêve, fonction qu’il conserve jusqu’à la dissolution de cette instance en 1971, à la suite de la fondation de la fédération et de l’avènement des Émirats arabes unis en tant qu’État arabe souverain.

### Émirats arabes unis
Il joue un rôle des plus actifs et éminemment stratégique dans l’édification des Émirats arabes unis. À l’issue de l’entrevue historique entre Cheikh Zayed ben Sultan Al Nahyane et Cheikh Rachid ben Saïd Al Maktoum, tenue au poste frontalier d’Abou Dabi et de Dubaï, en ce lieu nommé Sumaih – désormais consacré sous l’appellation de « Réunion de Sumaih » –, il est résolu que Adi Bitar serait chargé de rédiger la constitution. Ce document est ratifié et paraphé par les souverains de six Émirats le 2 décembre 1971, en la résidence palatiale du Dubai Guesthouse Palace. Cette date, érigée en commémoration nationale, marque l’avènement de la fédération. L’Émirat de Ras el Khaïmah doit s’y agréger quelques mois ultérieurement.

### Émirats arabes unis et Jordanie
Adi joue un rôle notable dans l’établissement de relations cordiales entre les Émirats arabes unis et le royaume hachémite de Jordanie. Il contribue à forger des liens durables entre le cheikh Rachid ben Saïd Al Maktoum et Sa Majesté le roi Hussein ben Talal. Pour ses interventions dans le rapprochement diplomatique entre les deux États, il est décoré à deux reprises par le souverain jordanien.

### Mort
Deux années après la proclamation des Émirats arabes unis, il meurt des suites d’un cancer du côlon et est inhumé à Dubaï le 4 mars 1973. Sa sépulture est établie aux côtés de celle de son fils Issa, âgé de dix ans, mort trois mois auparavant d’une leucémie.